# اندیس الموت (خوب کوه)
الموت( خوب کوه ) یک اندیس فلزی است که در حوالی شهر قزوین استان قزوین قرار دارد و مادهٔ معدنی موجود در آن، مس است.  